# 롭부리강

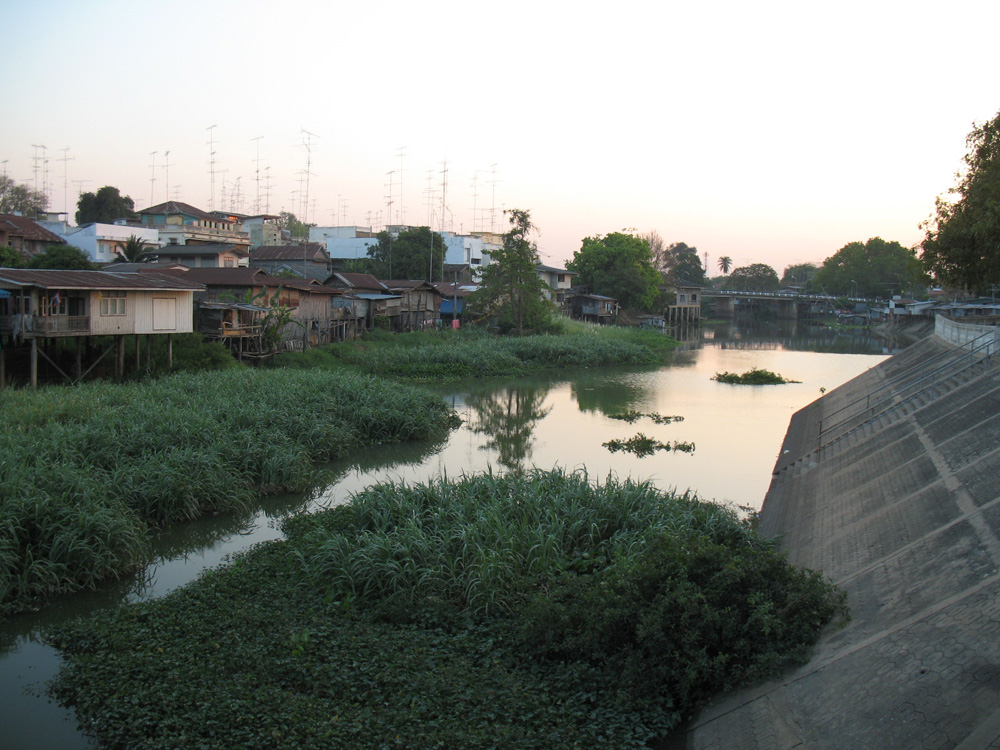
롭부리 중심가의 롭부리강

롭부리강(Lopburi River)은 태국 중부의 짜오프라야강의 지류이다. 싱부리주의 땀본방풋사에서 짜오프라야강과 분리되어 타웅군과 롭부리주의 마을을 통과한다. 강은 아유타야에서 빠삭강과 함께 짜오프라야강으로 흘러 들어간다. 총 길이는 약 95km이다.